# Peoria (Arizona)
Peoria is een stad in de Amerikaanse staat Arizona en telt 108.364 inwoners. Het is hiermee de 210e stad in de Verenigde Staten (2000). De landoppervlakte bedraagt 358,0 km², waarmee het de 40e stad is.

## Demografie
Van de bevolking is 14,4 % ouder dan 65 jaar en bestaat voor 20,5 % uit eenpersoonshuishoudens. De werkloosheid bedraagt 2 % (cijfers volkstelling 2000).
Ongeveer 15,4 % van de bevolking van Peoria bestaat uit hispanics en latino's, 2,8 % is van Afrikaanse oorsprong en 1,9 % van Aziatische oorsprong.
Het aantal inwoners steeg van 51.154 in 1990 naar 108.364 in 2000.

## Klimaat
In januari is de gemiddelde temperatuur 12,0 °C, in juli is dat 34,2 °C. Jaarlijks valt er gemiddeld 194,6 mm neerslag (gegevens op basis van de meetperiode 1961-1990).

## Plaatsen in de nabije omgeving
De onderstaande figuur toont nabijgelegen plaatsen in een straal van 16 km rond Peoria.